# D977 (Marne)
Dit overzicht is mogelijk incompleet; u kunt helpen door het uit te breiden.
De D977 is een departementale weg in het Noord-Franse departement Marne. De weg loopt van de grens met Aube via Châlons-en-Champagne naar de grens met Ardennes. In Aube loopt de weg verder als D677 naar Troyes. In Ardennes loopt de weg als D977 verder naar Sedan en België.

## Geschiedenis
Oorspronkelijk was de D977 onderdeel van de N77. In 1973 werd het deel tussen Châlons-en-Champagne en Ardennes overgedragen aan het departement Marne, omdat de weg geen belang meer had voor het doorgaande verkeer. In 2006 werd de rest van de weg, die parallel lag aan de autosnelweg A26, overgedragen. Beide delen zijn omgenummerd tot D977.